# Gu Hua
Gu Hua (Jiahe, 1942), pseudoniem van Luo Hongyu, is een Chinees schrijver. Verschillende van zijn boeken zijn in het Nederlands vertaald.
Gu Hua werd geboren in de bergen van de provincie Hunan, in een dorp in het district Jiahe (嘉禾 Jiāhé). Hij werd opgeleid aan de plaatselijke landbouwtechnische school en werkte daarna voor een plaatselijk instituut voor agrarisch onderzoek.
Gu Hua debuteerde in 1962 en legde zich vanaf 1975 volledig toe op het schrijven. Ook tijdends de Culturele Revolutie bleef hij korte verhalen, novelles en essays publiceren. Gu's bekendste werk is zijn roman Het dorp Hibiscus, gepubliceerd in 1981, waarvoor hij in 1982 de eerste Mao Dun-literatuurprijs ontving. Het boek werd in 1986 verfilmd als Hibiscus Town (芙蓉镇 Fúróng zhèn).
Gu Hua emigreerde in 1988 naar Canada.

## In het Nederlands vertaalde werken
- Het dorp Hibiscus (芙蓉镇 Fúróng zhèn), vertaald door Marc van der Meer (Baarn: Ambo, 1988).
- De tuin der literaten (儒林园 Rúlín yuán), vertaald door Marc van der Meer (Baarn: Ambo, 1992).
- De kuise vrouw: het verhaal van Ganzenplaat (贞女 Zhēnnǚ), vertaald door Marc van der Meer (Baarn: Ambo, 1995).

- Bibliothèque nationale de France: cb120863022 (data)
- Catàleg d'autoritats de noms i títols de Catalunya: 981058529547906706
- CiNii: DA01756691
- Gemeinsame Normdatei: 118951165
- International Standard Name Identifier: 0000 0001 0918 7586
- Library of Congress Control Number: n82085475
- Nationale Bibliotheek van Letland: 000252495
- Nationale Bibliotheek van Tsjechië: jo2010589177
- Nationale bibliotheek van Australië: 36612164
- Nationale Bibliotheek van Israël: 987007264064405171
- Nederlandse Thesaurus van Auteursnamen: 139889167
- Réseau des bibliothèques de Suisse occidentale: 02-A000075892
- Système universitaire de documentation: 029182921
- Trove: 1328510
- Virtual International Authority File: 303544741